# Автомобільна промисловість в Тайвані

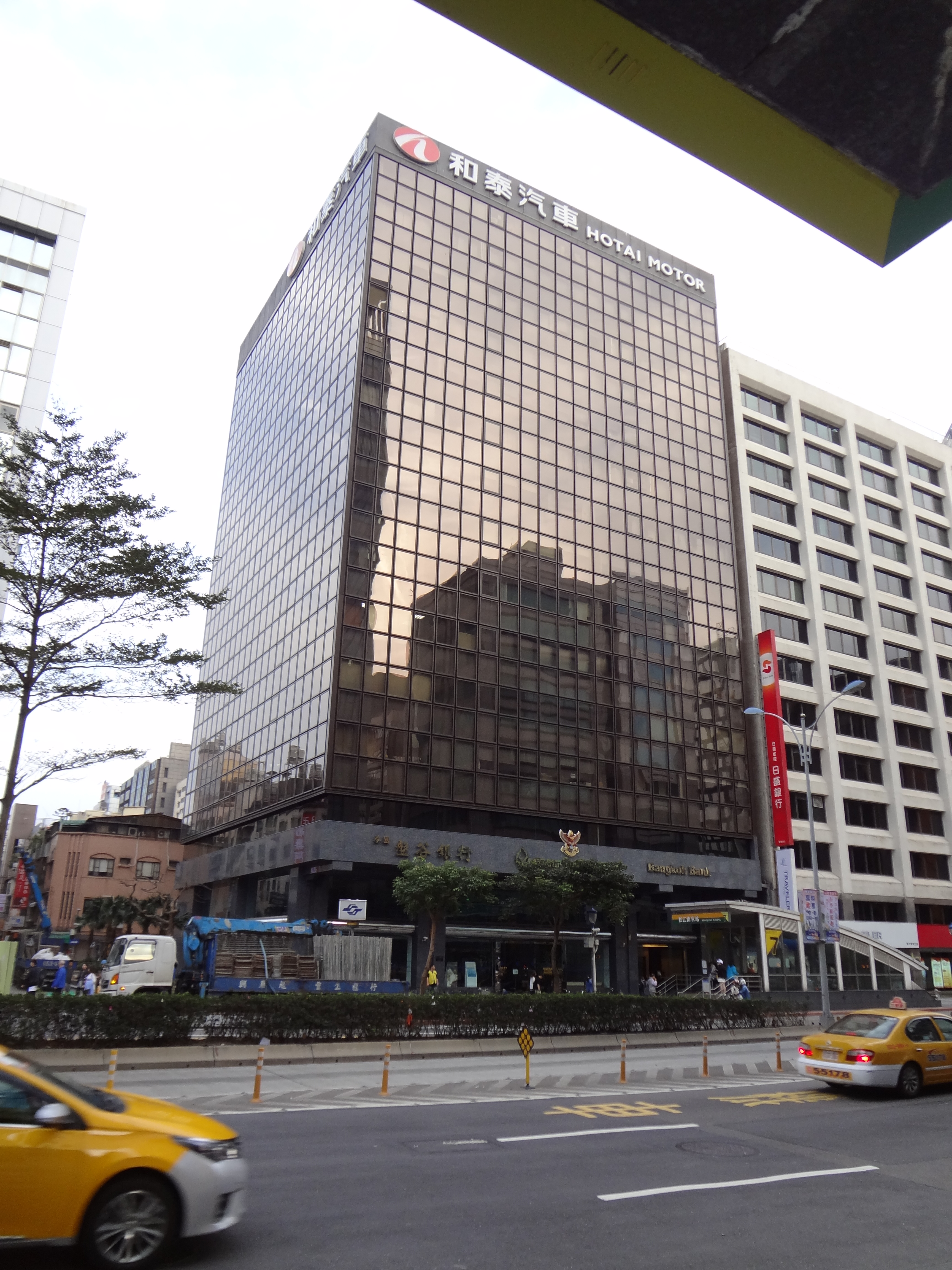
Будівля Hotai Motor

Автомобільна промисловість Тайваню (Республіки Китай) — галузь економіки Тайваню (Республіки Китай).
На відміну від інших колишніх азійських промислових «драконів» (Японія і Південна Корея) і нових «драконів» (Таїланд, Індонезія і Малайзія), тайванська автомобільна промисловість була орієнтована на внутрішній ринок, а не на експорт. Таким чином, річний обсяг виробництва (близько 400,000 одиниць) є набагато меншим, і включає в себе в основному перероблені японські автомобілі.
Загалом в Тайвані є приблизно 3,000 компаній, пов'язаних з автомобільною промисловістю. На Hotai Motor припадає 28,8% від загального обсягу проданих автомобілів в Тайвані, за котрим слідують China Motor Corporation (10,9%), Yulon Nissan Motor Corporation (9,6%) та Honda Taiwan (7,7%).
Yulon Motor є тайванським автовиробником і імпортером. Будучи найбільшим автовиробником Тайваню станом на 2010, Yulon відомий завдяки виробництву моделей Nissan за ліцензією. Оригінальною латинізацією назви компанії є Yue Loong, але в 1992 році компанія оновила логотип і перейшли на коротшу назву Yulon. Історично склалося так, що це один з «великої четвірки» автовиробників Тайваню.
China Motor Corporation є виробником автомобілів, що базується в Тайбеї, Тайвань.
Ford Lio Ho Motor є автовиробником і первинним дилером автомобілів Ford. Створений у Тайвані в 1972 році він на 70% належить американській Ford Motor Company, а решта 30% належать інвесторам у колишній Lio Ho Automotive Industrial Corporation, яка раніше складала автомобілі Toyota.
Kuozui Motors є виробничою компанією, яка виробляє Toyota відповідно до ліцензії на внутрішньому ринку. Вона розпочала як дочірня компанія Hino Motors і Hotai Motors. Корпорація відокремилася і стала незалежною в 1980-х роках. Toyota як і раніше вкладає значні кошти у виробничий сектор корпорації, розширення тайванських заводів.

## Економіка
Щорічно на Тайвані продається 400,000 автомобілів. Загалом виробництво автомобільної промисловості Тайваню становило майже 3% валового внутрішнього продукту Тайваню. У 2016 році обсяг виробництва автомобільної промисловості на Тайвані склав 20 мільярдів доларів США, який був розділений на виробництво запчастин і компонентів (7 мільярдів доларів США), виробництво вітчизняних автомобілів (6,5 мільярда доларів США) і автомобільної електроніки (6 мільярдів доларів США). У 2013 році автомобільна промисловість склала 2,7% від загального обсягу промислового виробництва Тайваню.
Тайванські фірми все більше інвестують у електрифікацію автомобілів, 75% постачальників Tesla, Inc. є тайванцями. Тайвань є одним з небагатьох місць у світі з розгалуженим ланцюжком поставок електромобілів, а також Тайвань є невід'ємною частиною глобальних ланцюжків постачання електромобілів.

## Виробники

### Тайванські виробники

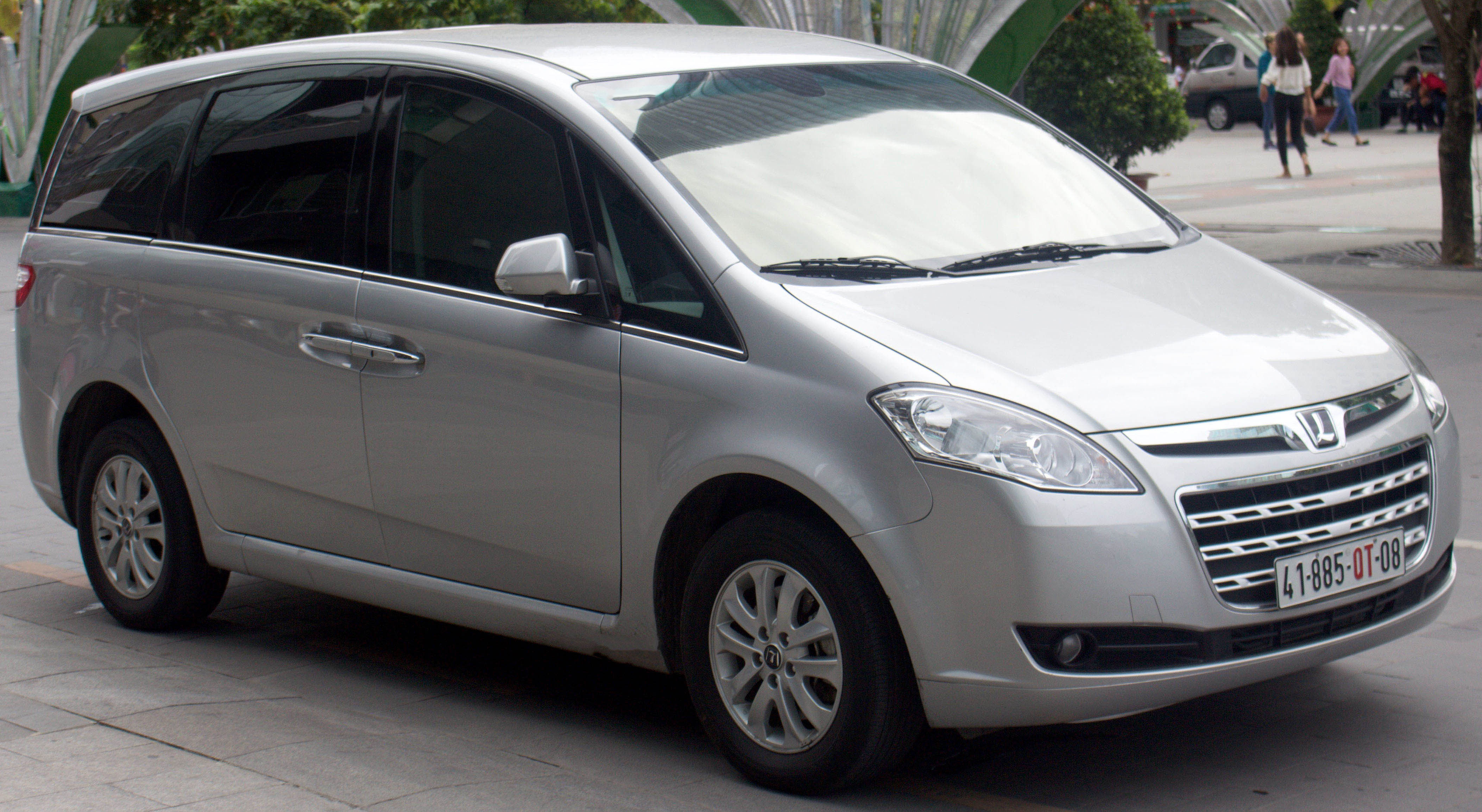
Luxgen 7 MPV (2009–2021)

Внутрішні бренди, що належать Yulon Motor, включають:
- Tobe (використовується для ребеджингових моделей Geely)[1]
- Luxgen (заснований в 2009 році, розробляє свої власні моделі).[2]

### Японські виробники

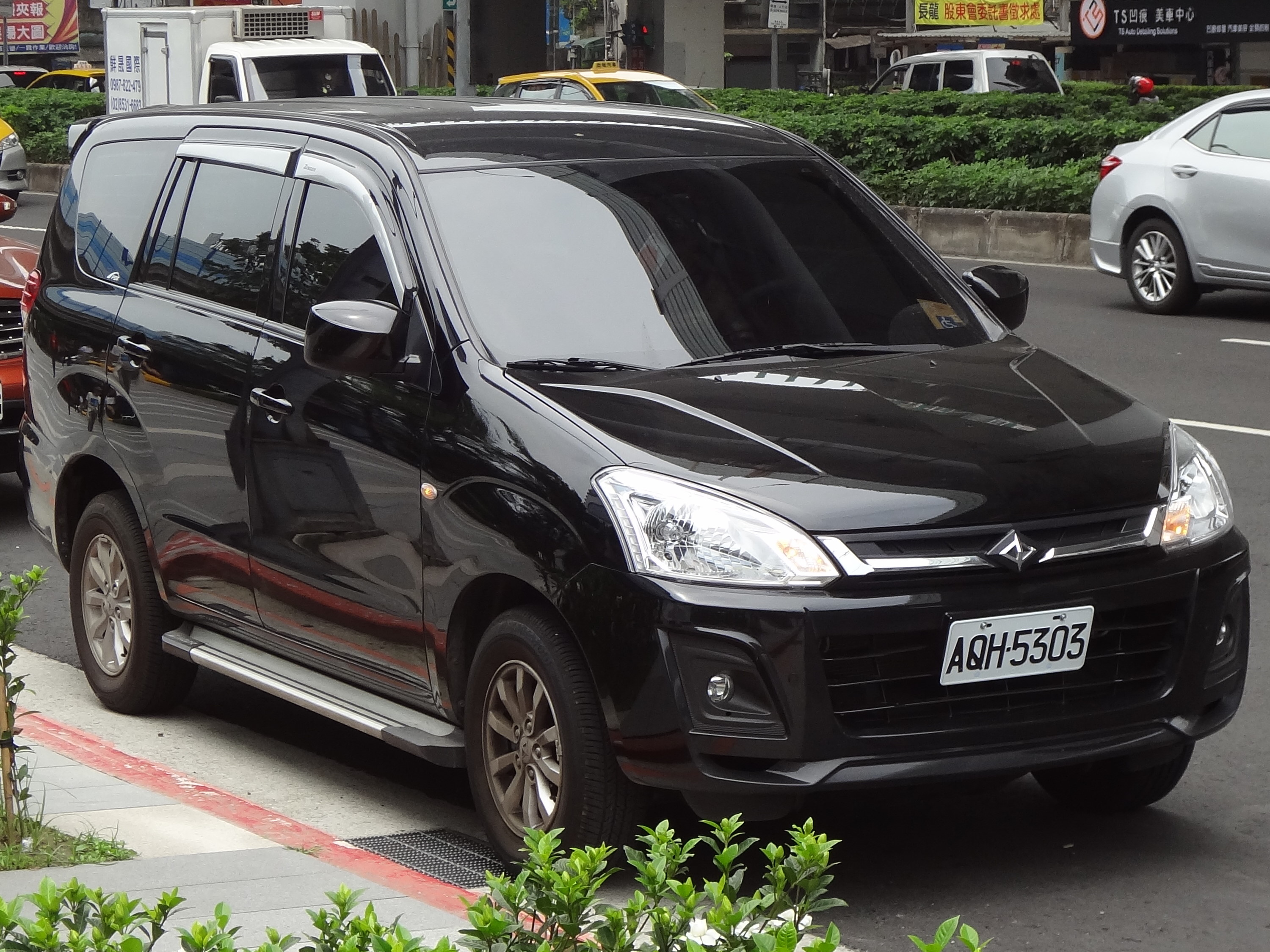
CMC Zinger (2005–...)

Японські виробники, які мають (або мали) виробничі потужності на Тайвані включають:
- Honda (Honda Taiwan Motor, в Піндуні)[3],
- Isuzu (Taiwan Isuzu Motors, в Тайбеї)[4],
- Mazda (через Ford Lio Ho Motor, в Тайбеї)[5],
- Mitsubishi (China Motor Corporation (CMC), в Тайбеї)[6],
- Nissan (спільне підприємство з компанією Yulon Motor, в Тайбеї)[7],
- Subaru (Ta Ching Motors[8], в Піндуні)[9] ,
- Suzuki (Tai Ling Motor, мотоцикли, в Датуні[10], і Prince Motors, автомобілі, в Тайбеї)[4],
- Toyota (Kuozui Motors, в Чжунлі і Ґуаньїні).[11]

### Інші іноземні виробники

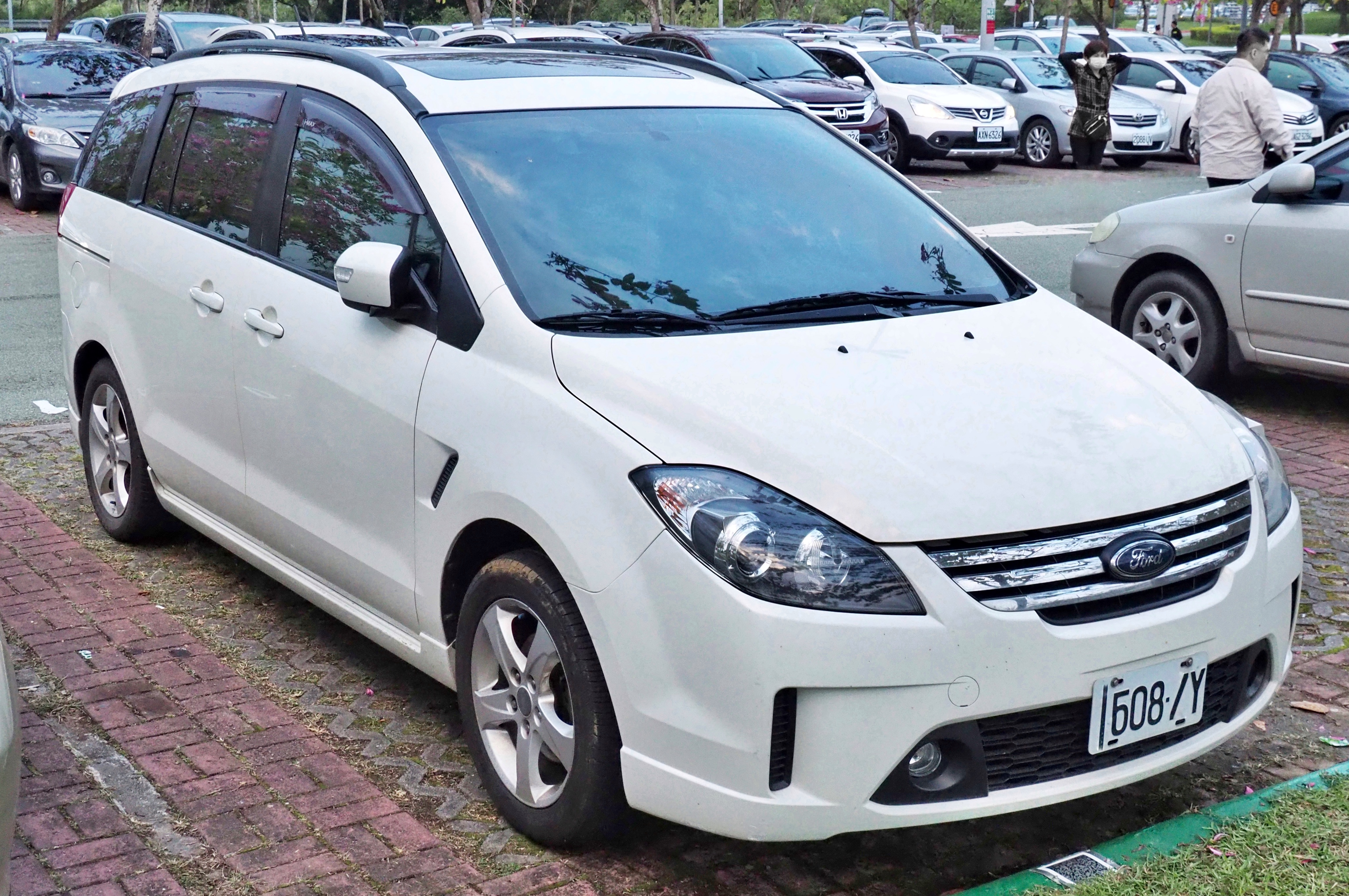
Ford I-Max (2007–2010)

Інші іноземні виробники, які мають (або мали) виробничі потужності на Тайвані включають:
- Chrysler (через China Motor Corporation (CMC), в Тайбеї),
- Ford (через Ford Lio Ho Motor, в Тайбеї),
- General Motors (спільне підприємство з компанією Yulon Motor, Тайбей),
- Daewoo (Formosa Automobile, в Тайбеї),
- Hyundai (спільне підприємство з San Yang Motors, в Тайбеї),
- DAF (через Formosa Automobile[12], в Тайбеї).[4]

## Обсяг виробництва за роками

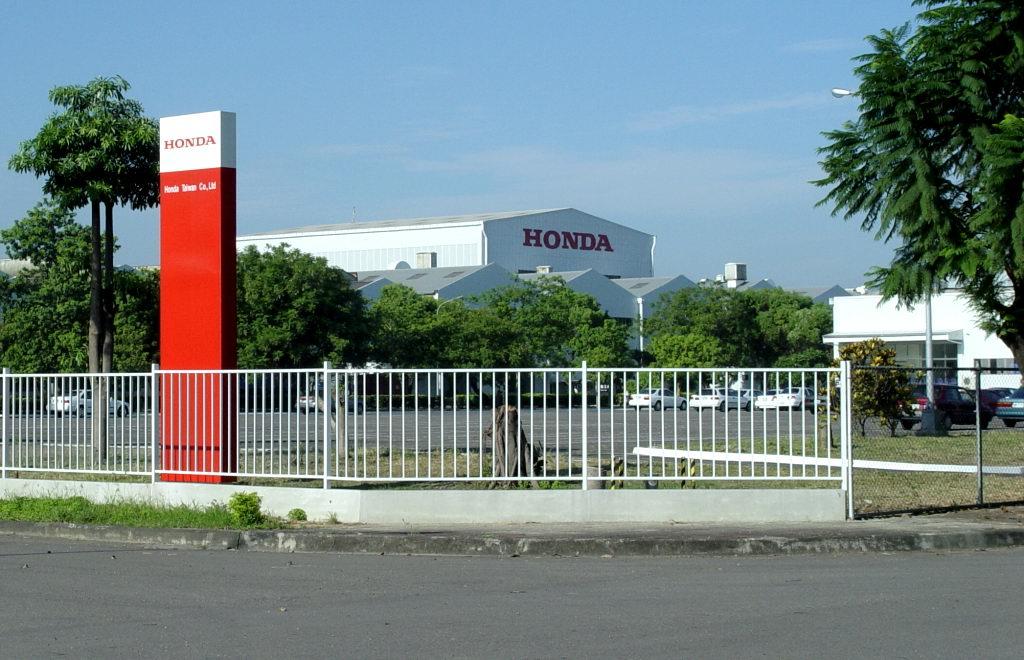
Завод Honda Taiwan Motor Co., Ltd.

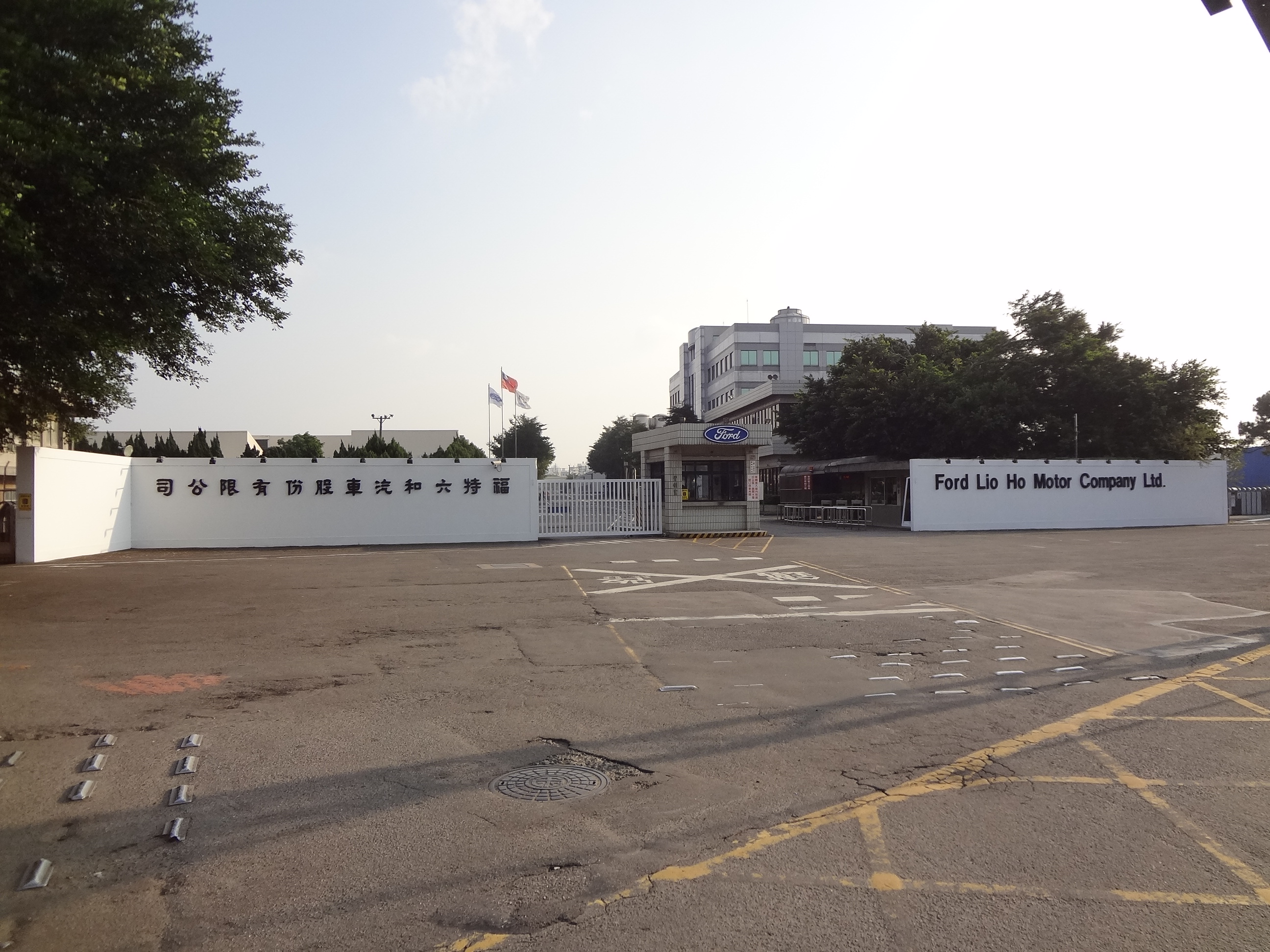
Завод Ford Lio Ho Motor.

| Рік  | Обсяг виробництва |
| ---- | ----------------- |
| 1980 | 132,116           |
| 1990 | 382,000           |
| 1995 | 406,000           |
| 2000 | 361,800           |
| 2005 | 446,345           |
| 2010 | 303,456           |
| 2011 | 343,296           |
| 2012 | 339,038           |
| 2013 | 338,720           |
| 2014 | 379,223           |
| 2015 | 351,085           |
| 2016 | 309,531           |
| 2017 | 291,563           |
| 2018 | 253,241           |
| 2019 | 251,304           |
| 2020 | 245,615           |
| 2021 | 265,320           |
| 2022 | 261,263           |
| 2023 | 285,962           |